# 安庆之战
安慶之戰，又稱安慶保衛戰，是咸豐十年（太平天國庚申十年，1860）太平天國與清朝军队之間发生的一場戰鬥。

## 背景
康熙六年（1667年），设安徽省，省会即安庆。咸丰三年（1853年），太平军攻占安慶，安徽巡抚衙门迁至庐州（今安徽省合肥市）。自此安慶是拱衛天京（今南京）的西線屏障和糧源要地。

## 战争经过
咸豐八年（1858年）太平天國內訌，湘軍攻下九江，安慶成为天京上游唯一的重要屏障，湘軍統帥胡林翼對安慶志在必得。咸豐九年（1859年）八月二十八日四更，清军多隆阿率军夜袭攻克石牌镇，殺得太平军措手不及，死伤四千余人，主将霍天燕、石廷玉被擒。十一月十三日，曾国藩率部抵达宿松。胡林翼再以福州副都統多隆阿率總兵鮑超等部進攻太湖，陈玉成及捻军张洛行等部得知太湖被围，遂亲率大军援救太湖，雙方僵持月餘，十二月二十七日，陈玉成一度在小池驿（太湖城东四十里处）重創鮑超部，曾國藩不斷增援太湖，最后太平軍败退，走潜山，不久多隆阿又乘勝攻下潜山，“军兴数年以来，仅见之大战”，安庆险象渐现。
太湖、潜山失守之時，陈玉成与李秀成会攻江南大营，解天京之围，無力顧及。咸豐十年（1860年）春，曾國藩開始佈置圍攻安慶，兵力相继進駐集贤关，國荃領軍萬餘人合圍安慶，深溝固壘，開挖長壕，直接威脅天京的安全。湘軍提督彭玉麟、楊載福統帶水師進攻樅陽，樅陽是安慶城內太平軍唯一的補給通道，六月二十日，樅陽淪陷，湘軍完成合圍安慶之勢。陈玉成联合捻军龚得树部约十余万人，进至桐城西南的挂车河，救援安庆，捻军首领孙葵心阵亡，失利而退。是年秋，洪秀全調集忠王李秀成與英王陳玉成共同支援安慶守軍，陈玉成知湘军兵圍安庆，而其后方湖北则兵力空虚，建議重施太平軍慣用的“围魏救赵”之計，以解安庆之围。洪秀全立即同意，九月，陳玉成、李秀成分别沿长江南北两岸西上，楊輔清、黃文金自長江南岸進軍贛北，李世賢率軍經徽州入贛東，陳玉成、李秀成兩部約定次年春天會師武昌，以解安慶之圍。十一年春，三月中旬，陈玉成屯兵集贤关，直接救援安庆，正中湘军“圍點打援”之计，为多隆阿、李续宜所阻。又分兵攻枞阳，湘军凭垒据守，多次进攻未果，陈玉成退走庐江。第一次救援安庆的計畫至此失败。
陈玉成稍作休整，再从桐城出发，占霍山，入湖北，至翌年二月，陈玉成攻至黃州（今湖北黄冈），“蕲黄以上数百里，无一兵防守”，湖北巡抚胡林翼病重，吐血不止，說自己是“笨人下棋，死不顾家”，湖廣總督官文逃出城外。英國參贊巴夏禮从汉口租界赶到黄州，他恐吓陈玉成说太平军攻取武汉会损害英国商业利益，又造谣说南路军尚未入江西，陈玉成信以為真，未攻武昌，留赖文光驻守黄州，回援安慶，使清軍取得了喘息機會。幹王洪仁玕、章王林绍璋等率领军从天京出发西援安庆。陈玉成与叶芸来正指挥太平军在菱湖一线与湘军展开大战，未分胜负。次日，太平军洪仁玕、林绍璋、吴如孝等部在练潭、横山铺一带與清军多隆等部對決，多隆阿再夺挂车河，太平军不敵，撤退桐城。第二次援救计划再度失败。四月初四日，陈玉成致书林绍璋说:“殿下之兵，一战未开，即行自退，如误大事，是殿下一人所误也。”陈玉成派主将劉瑲琳、傅天安、李四福、朱孔堂所部精兵四千人屯集赤岡嶺（在集賢關北五華里），以牵制湘军，接著陈玉成前去桐城與洪仁玕部會合，並協調楊輔清會軍。陈玉成会合洪仁圩等部从挂车河进至棋盘岭，再为多隆阿所败。曾国藩料陈玉成“不能遽回怀宁”，即命鲍超與甫自湖北调来的成大吉两部包圍赤岡嶺，鲍超帶頭冲锋太平軍四座营垒，枪弹如雨下，但鎮守第一垒的劉瑲琳部战斗力极强，击毙清副将苏文彪，湘軍竟無進展，鲍超久攻不下，惊道：“此处贼之悍勇，超过各处！”遂停止攻击，改以重兵包圍赤冈岭，並断绝其水粮，企图困死太平军。湘军更加强炮火，猛轰赤冈岭，第二、三、四垒陸續被攻破，守将李仕福、朱孔堂以下千余人或战死或被俘。刘玱琳在一垒苦撐三十余日，漸感不支，五月初二日夜率二百余人向北突围，至马踏石，河水暴涨，难以泅渡，只好“挈民间木板门扇，缚以长绳，巳乘桴欲渡矣”。鲍超部趕至包圍，官兵箭如雨下，精锐全被殲滅，刘玱琳被俘，湘軍將之活活肢解。至此，陳玉成部最精銳的部隊盡喪。清軍又轉攻菱湖北岸十三壘，太平軍的八千守軍糧盡，向曾國荃投降，全遭斬首。
最初陳玉成按期抵達黃州，進逼武漢時，李秀成延期不至。天王屢頒嚴旨，李秀成卻转战于皖南、赣北、浙西一带，沿途招兵擴軍，人数达三十万之众，並在芜湖过年，直到次年六月才至湖北通城，李秀成亦為英國驻漢口領事金执尔（William Raymond Gingell）所干预，借口英国林稷公司一千六百捆丝在武昌县被扣留，劝李秀成勿进攻武昌，李秀成得知陈玉成部已回援安庆，未攻武昌，亦不援救安庆，七月，逕行轉往赣北發展。1861年初，黄文金、李远继自饶州府分数路攻打景德镇，意图切断祁门大营的补给线，为左宗棠部所击退。二月，鲍超所部回頭支援，再与左军联手，於洋塘谢家滩（景德镇西北）与黄文金、李远继展开激战，太平军不敵退往建德，驻於黄麦铺。李世贤与杨辅清攻克宁国府，南下进攻徽州，击败湘军李元度部，再与刘官芳部进攻祁门，李世贤被湘军张运兰部所击败，退至兰田。四月，李世贤部再损兵万余，被迫放弃景德镇，返浙江。皖南太平军兵力十倍于湘军，但各自为战，始終未能对祁门大营造成实质性威胁。
安慶自1860年夏以來長期受困，米糧盡絕，太平軍既無水師，糧食只能依靠洋船接應，咸豐十一日七月中旬，由於清朝干涉，洋商不再接濟安慶糧草。城內士兵食狗、猫、田鼠，再吃樹葉、樹皮，竟至人相食，人肉甚公開出價。天京再從皖南調輔王楊輔清部增援。七月，陈玉成与杨辅清、林绍璋、吴汝孝、黄文金等三援安庆，再為多隆阿等所阻。陈玉成、杨辅清所部再次冲至集贤关下，準備第四次支持安慶。二十二日，太平軍將士每人背負一束茅草，分十路挺进，沖到清軍挖掘的壕溝前，一面砍殺，冒死越壕，一面用茅草將壕溝填平，尸体与茅草混在一起。安庆城中的守将吳定彩，开西门迎战，攻破安庆城外清军第一层濠。清军据垒顽抗，曾國荃親自督戰，對後退的清軍一律格殺，以阻擋太平軍前進。曾国荃又连夜从水师运来30门西洋大炮置于大营内的炮垒上，战斗更加激烈，湘軍僅一日一夜就消耗火药十七萬斤，鉛子五十萬斤。太平军将士日夜猛攻湘军围城部队，傷亡一萬餘人，始终未有大軍冲过长壕。太平軍用小船经菱湖运粮米入安庆，但中途被湘军水师全部夺去。七月，咸丰帝逝世，兩宮太后垂簾聽政；九月四日夜，清軍在馬山腳下挖掘地道，暗通到城下，裝上大量火藥。九月五日（1861年9月5日）上午八時，炸開缺口，随后湘軍蜂拥而入。守將吳定彩、葉芸來堵住缺口，拚死奮戰。英王陈玉成、辅王杨辅清见大势已去，率部退往集賢關；九月，胡林翼病逝，安庆終於陷落清军之手，城內守軍拼死抵抗，叶芸来等數萬將士全部犧牲，僅張朝爵僥倖脫逃，湘軍進行屠城，数万安庆军民被屠杀。曾国藩的幕僚赵烈文目睹了这次惨祸：“杀贼凡一万余人，男子髻龀以上皆死，……妇女万余俱为掠出”，“军兴以来，荡涤未有如此之酷者矣”。曾国藩的亲信李榕也称：“通计前后杀毙援贼、城外垒贼、降贼及城中之贼实有4万余人，军兴以来，杀劫此为最重。””

## 評價
一般認為李秀成對於支援安慶保衛戰，未盡最大的努力，是安慶失陷的主因。1860年秋，李秀成自南面攻打武昌，破羊栈岭，攻克夥县，距離曾國藩進駐的祁門指揮部僅數十里之遙，曾國藩驚恐萬狀，寫好遺書，準備兵敗自殺。可惜李秀成轉向江西，錯失良機。但在李秀成看來，既然陳玉成已結合黄文金、杨辅清、刘官芳等部精兵都不能救援成功，他去了也沒用，況且不应该为保全天京而不顾全局疲于奔命。洪仁玕批评李秀成“抚有苏杭两省，以为高枕无忧，不以北岸及京都为忧”，說李秀成不敢與湘軍一較高下，置安庆和陈玉成等人於不顾，亦屬實情。反观曾国藩颇能纵观全局，二破江南大营的战役会战之後，能利用东西两线清军战略协同，化危機為轉機，“欲先攻破金陵，必先驻重兵于滁、和、而后可以去金陵之外屏，断芜湖之粮路。欲驻兵滁、和，必先围安庆，以破陈逆之老巢；兼捣庐州，以攻陈逆之必救。”大敵當前，祁门大营一片慌乱之際，曾仍能抱定“力求破安庆一门，此外皆不遽之争得失。”曾国藩已识破大平軍“二次西征”的战略意图，“群贼分路上犯，其意无非援救安庆。”，甚至諷其“今年抄写前文无疑也。”
安庆失陷是太平天國集體決策的失誤。二破江南大营的勝利讓太平軍沖昏頭，李秀成、洪仁玕等想趁機擴大東線的戰果，反忽視西線安庆戰情的嚴峻；湘军却趁西线空虚，積極进攻安庆。洪秀全不能认真协调陈玉成、李秀成两大派战略分歧，终于造成严重的后果。安庆失陷後，陈玉成退守庐州，精锐损失殆尽，又被革职处分。清军围攻庐州，陈玉成兵力单弱，无法取胜，遂前往寿州，為叛徒苗沛霖所诱殺。安慶既失，危及天京屏障，又折兵損將，全局震動。湘軍乘勝追擊，兩年後，天京陷落。